# Andrea Romagnoli
Andrea Romagnoli (Bologna, 10 novembre 1928 – Bologna, 6 marzo 2013) è stato un inventore, progettista e imprenditore italiano.

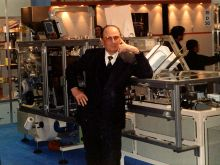
Andrea Romagnoli con la Tecnomeccanica T2 PRIMA alla Fiera T&C di Barcellona, 1999. Archivio famiglia Romagnoli

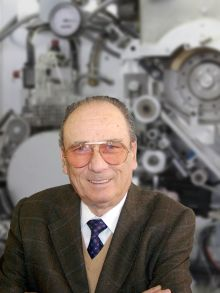
Andrea Romagnoli di fronte al prototipo della Tecnomeccanica T10 CONTINUA, 2005. Archivio famiglia Romagnoli

Titolare di più di 100 brevetti, con una propensione all'innovazione, è stato uno degli esponenti più importanti della prima generazione di tecnici-imprenditori dell'industria degli imballaggi bolognese.

## Biografia
Andrea Romagnoli nasce a Bologna nel 1928 da una famiglia modesta: padre falegname alla ditta Castelli e madre merciaia.
Frequenta l'Istituto Aldini-Valeriani nei difficili anni della guerra e si diploma Perito Meccanico nel 1947. A 21 anni, nel 1949, viene assunto all'A.C.M.A., l'azienda “regina” del nascente distretto delle macchine automatiche. Vi rimane fino al 1953, quando si licenzia per entrare come progettista alla G.D, alle dipendenze del Direttore Tecnico Ariosto Seragnoli, figura importante per la sua formazione e crescita professionale.
Nel 1955 sposa Soave Barbieri, un'ex collega dell'A.C.M.A, che lo segue in G.D e poi lo affiancherà e sosterrà per tutta la vita.
Le esperienze acquisite e il desiderio di progettare in proprio lo spingono a lasciare la G.D, nel 1960, e a fondare l'anno successivo l'IMA, Industria Macchine Automatiche, in società con il cognato Renato Taino che segue la parte amministrativa con la collaborazione del Rag. Antonio Innocenti. Le prime macchine ideate da Romagnoli, la C15 per confezionare uova di cioccolato e la C10 per imbustare polveri per acqua da tavola, sono innovative, veloci, compatte, con lavorazioni integrate, caratteristiche che già delineano la sua concezione costruttiva, coerentemente seguita in tutta la sua lunga attività di progettista.
Negli anni 1961-1962 le aspettative della Società non vengono premiate, quindi si rende necessario ricorrere a nuovi investitori. Nel 1963 entra in IMA la famiglia Vacchi con l'acquisizione della maggioranza delle azioni e la trasformazione in S.p.A.. Romagnoli si dedica quindi alla progettazione di un'altra macchina per polveri in bustine termosaldate, la C25, poi alla realizzazione di una confezionatrice per tè e infusi in sacchetti filtro con filo ed etichetta, chiamata C20. Con questa macchina, a partire dal 1966-1967, ha inizio la fortuna commerciale di IMA in contrapposizione con le grandi aziende tedesche del settore.
Negli anni settanta e ottanta si delinea la strategia dell'IMA nel settore del tè in sacchetti filtro, volta a coprire con una serie di macchine (le C20, 21 e 23; le C50 e 51; la C55) tutte le fasce di mercato. Nel 1976 in IMA si decide anche di diversificare, rivolgendosi ad un mercato più ampio: quello farmaceutico. La macchina blisteratrice IMA C60 ideata da Romagnoli ha successo: innovativa rispetto a quelle della concorrenza, è veloce, compatta e funzionale.
Il 1982 vede Romagnoli dimettersi dalle cariche operative che ricopre in IMA, restando però nel Consiglio d'Amministrazione, per fondare CESTIND, Centro Studi Industriali, a cui IMA commissiona la progettazione di una nuova macchina, la C2000, tecnologicamente all'avanguardia, grazie alla quale l'azienda, a partire dal 1987-1988, consolida la sua leadership mondiale nel settore delle macchine automatiche per tè in sacchetti filtro. Nel 1987 IMA acquista CESTIND, facendone il proprio Centro Ricerca & Sviluppo, del quale Romagnoli resterà Responsabile fino al 1993, anno in cui cede le sue azioni IMA e acquista una piccola azienda di macchine automatiche, la Tecnomeccanica.
Tra il 1993 e il 1995 egli progetta una nuova macchina confezionatrice di tè in sacchetti filtro a doppia camera e chiusura del sacchetto tramite un nodo del filo, invece del tradizionale punto metallico, e questo costituisce un avanzamento tecnologico che delinea una nuova generazione di macchine. Tuttavia, secondo Romagnoli, Tecnomeccanica non è ancora in grado di industrializzarla, pertanto, nel 1995 il progetto viene venduto, con i relativi brevetti, all'IMA, che ne completa lo sviluppo realizzando la C24, che avrà un successo di mercato di durata più che ventennale.
Nel 1998 Tecnomeccanica si presenta ad Interpack, la Fiera Internazionale di Düsseldorf, con la sua prima realizzazione, la T2 PRIMA, macchina per sacchetti filtro monocamera con filo ed etichetta. Anche se il marchio è sconosciuto, riscuote un buon riscontro tra i produttori di tè, che ne apprezzano qualità e caratteristiche.
Tecnomeccanica si afferma come nuovo fornitore di confezionatrici di tè in sacchetti filtro: sono un centinaio di esemplari della T2 consegnati dal 1998 al 2011, e negli anni seguenti. Intanto Romagnoli già dal 2003 sta lavorando ad un altro progetto: una nuova confezionatrice di sacchetti filtro ad altissima velocità. La T10 CONTINUA, presentata poi nel 2006, utilizza le tecnologie meccaniche ed elettroniche più avanzate.
Nel 2007, per ampliare le risorse necessarie alla crescita dell'Azienda e allo sviluppo dei suoi prodotti, Andrea Romagnoli apre la compagine societaria di Tecnomeccanica all'A.C.M.A. del Gruppo Coesia, la quale acquisisce dapprima una quota di minoranza, poi, nel 2011, l'intero pacchetto azionario.
Dal 2007 al 2010 Romagnoli rimane Presidente di Tecnomeccanica e sviluppa il suo ultimo progetto, una macchina per sacchetti filtro a doppia camera la cui chiusura è ottenuta con un nuovo nodo del filo, coperto da brevetto. Sarà denominata T4 MODULA.
Andrea Romagnoli muore a Bologna il 6 marzo 2013.

## Principali macchine progettate da Andrea Romagnoli
- IMA C10, Incartatrice di polveri per acqua da tavola, 1961
- IMA C15, Formatrice e incartatrice di uova di cioccolato, 1964
- IMA C25, Confezionatrice di polveri in bustine termosaldate con blocco inscatolatore integrato, 1967
- IMA C20, Macchina per sacchetti filtro monocamera con filo ed etichetta per tè (velocità: 150/min), con chiusura tramite graffetta metallica, 1967
- IMA C50, Macchina per sacchetti filtro monocamera (velocità: 1500/min) senza filo né etichetta per tè, 1972
- IMA C21, Macchina per sacchetti filtro a doppia camera (velocità: 180/min) con filo ed etichetta per tè, con chiusura tramite graffetta metallica, 1972
- IMA C60, Macchina blisteratrice e inscatolatrice monoblocco, 1976
- IMA C23, Macchina per sacchetti filtro a doppia camera, evoluzione della C21 (velocità: 220/min), con filo ed etichetta per tè, con chiusura tramite graffetta metallica, 1985
- IMA C2000, Macchina per sacchetti filtro a doppia camera ad alta velocità (450/min), con filo ed etichetta e chiusura del sacchetto tramite termosaldatura, 1990
- IMA C24, Macchina per sacchetti filtro a doppia camera (velocità: 350/min) con filo ed etichetta per tè, con chiusura tramite nodo del filo, 1999
- Tecnomeccanica T2 PRIMA, Macchina per sacchetti filtro monocamera a media velocità (250/min), con filo ed etichetta per tè e chiusura del sacchetto tramite termosaldatura, 1998
- Tecnomeccanica T10 CONTINUA, Macchina per sacchetti filtro a doppia camera ad alta velocità (500/min), con filo ed etichetta e chiusura del sacchetto tramite termosaldatura, 2006
- Tecnomeccanica T4 MODULA, Macchina per sacchetti filtro a doppia camera a media velocità (250/min) con filo ed etichetta per tè, con chiusura tramite un nuovo e brevettato nodo del filo, 2014

## Fonti archivistiche
- Archivio Famiglia Romagnoli
- Archivio aziendale IMA
- Archivio aziendale A.C.M.A
- Archivio Museo del Patrimonio Industriale di Bologna, fondo Industrie Macchine Automatiche, intervista n. 12 – Andrea Romagnoli